# Dabel
Dabel è un comune del Meclemburgo-Pomerania Anteriore, in Germania.

Appartiene al circondario (Landkreis) di Ludwigslust-Parchim (targa PCH) ed è parte della comunità amministrativa (Amt) dello Sternberger Seenlandschaft.